# Christ Church Meadow

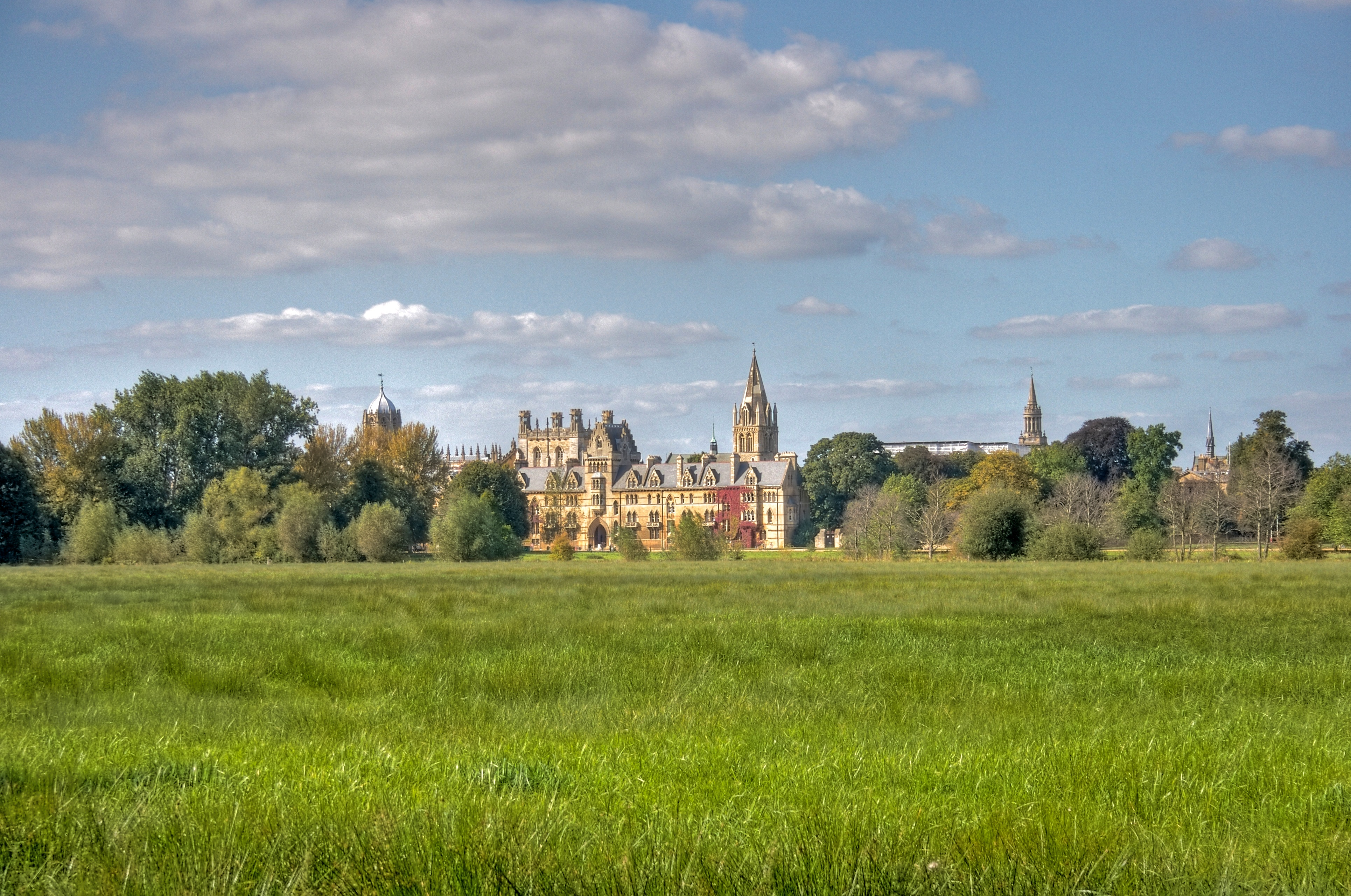
Vy över Christ Church Meadow mot Christ Church.

Christ Church Meadow är en strandäng i Oxford, England, vid den plats där floden Cherwell rinner ut i Themsen. Ängen är en populär promenad- och picknickplats.
Ängen har en triangulär form och avgränsas i sydväst av Themsen, i öster av Cherwell och i norr av Christ Churchs collegebyggnader. Via ängen över en bro till en ö i Themsen nås de båthus som Oxfordcollegens roddare använder. De lägre delarna av ängen närmast Themsen är betesmark, medan de övre delarna närmast stadskärnan har idrottsplaner. Vid ängens norra gräns löper den stora promenadvägen Broad Walk, på vars andra sida Merton College ligger. 
Christ Church Meadow ägs av colleget Christ Church och är därmed privat område, men är tillgängligt för allmänheten under dagtid från de tidiga morgontimmarna då roddträningen startar. Här hålls Eights week och Torpids, de två större roddevenemangen som universitetet anordnar, och Christ Church-regattan. I äldre tid användes träpråmar förtöjda här som plattformar för förvaring av roddbåtar och för åskådare.
Ängen är tillgänglig från St Aldate's genom Christ Church War Memorial Garden, från Merton Street och från High Street via Rose Lane nära Oxfords universitets botaniska trädgård. En sidoingång finns även i närheten av Folly Bridge i sydväst. Grindarna låses nattetid.

## Historia
Från Christ Church Meadow blev James Sadler den första engelsmannen att göra en ballonguppstigning 4 oktober 1784. Ballongen nådde en höjd på 3600 fot och landade omkring 10 km bort nära byn Wood Eaton nordost om Oxford. Ängen är även den plats där den medeltida tronpretendenten John Deydras 1318 hävdade att djävulen övertygade honom att utge sig för att vara Edvard II av England.
En större vägutbyggnad i området för att avlasta Oxfords genomfartsvägar planerades under efterkrigstiden men planerna lades slutligen ned 1971 efter omfattande protester.